# Cermo (Kare)
Cermo is een bestuurslaag in het regentschap Madiun van de provincie Oost-Java, Indonesië. Cermo telt 4918 inwoners (volkstelling 2010).